# 赫伯特·普拉克斯顿
赫伯特·普拉克斯顿（英語：Herbert Plaxton，1901年4月22日—1970年11月7日），加拿大男子冰球运动员。他曾代表加拿大参加1928年冬季奥林匹克运动会冰球比赛，获得一枚金牌。

## 家庭
弟弟休·普拉克斯顿。堂弟罗杰·普拉克斯顿。